# カインジ湖国立公園
カインジ湖国立公園（カインジここくりつこうえん、英語: Kainji Lake National Park）は、ナイジェリアのナイジャ州とクワラ州にまたがって広がる国立公園。ナイジェリア最大の野生動物保護区であり、総面積は、およそ 5340.82 km2 に及ぶ。公園内には、ニジェール川をせき止めた水力発電用の人造湖で、漁撈が禁じられているカインジ湖、その西側に位置するボルグ野生動物保護区、南東側のズグルマ野生動物保護区の3地区がある。
カインジ湖国立公園は、ナイジェリアの首都アブジャから陸路で6時間ほどの場所にあり、ナイジェリアを代表する観光地のひとつとなっている。
既存のふたつの野生動物保護区を統合する手続きが1976年から始まって開設され、1979年に法的裏付けが与えられ、その後、根拠法は数回の改定を経ている。野生動物保護区には、カバ、ハイエナ、イボイノシシ、ハーテビースト、ウォーターバック、グリーンモンキーなど多様な野生動物がいる。ゾウの群れは、近傍にナイジェリア空軍の訓練用滑走路が設けられて以降、騒音を避けて他所へ移り、現れることが少なくなったという。
ナイジェリア政府は、1980年にカインジ湖国立公園の世界遺産への登録を申請したが、登録は認められず、その後は暫定リスト入りのままとなっている。また、カインジ湖北部のフォージ諸島は2008年にラムサール条約登録地となった。